# Бедонія
Бедонія (італ. Bedonia) — муніципалітет в Італії, у регіоні Емілія-Романья,  провінція Парма.
Бедонія розташована на відстані близько 380 км на північний захід від Рима, 140 км на захід від Болоньї, 65 км на південний захід від Парми.

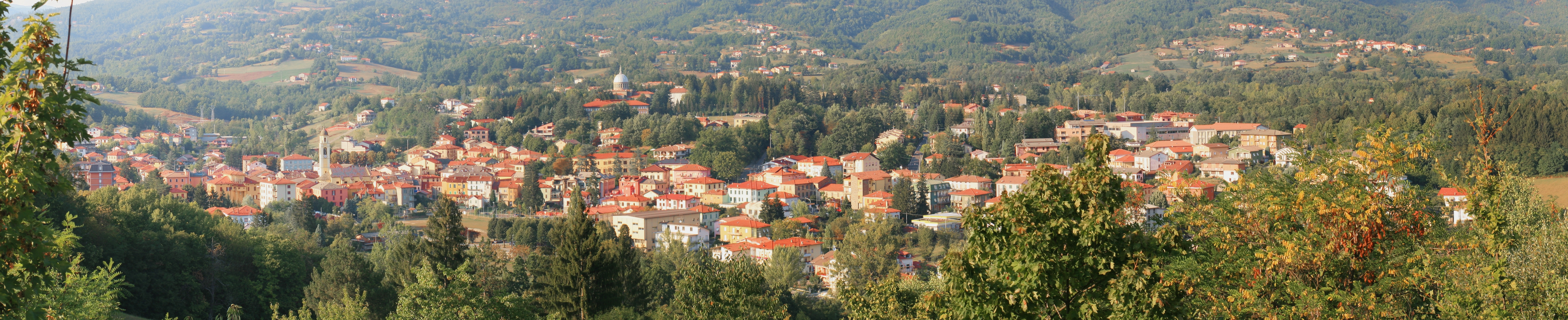

Населення — 3526 осіб (2014).
Покровитель — Sant'Antonino.

## Демографія
Населення за роками:

Станом на 1 січня 2023 року в муніципалітеті офіційно проживали 244 іноземці з 30 країн, серед них 38 громадян країн Євросоюзу та 9 громадян України.

## Сусідні муніципалітети
- Барді
- Комп'яно
- Феррієре
- Санто-Стефано-д'Авето
- Торноло